# Blakistonia wingellina
Espèce
Blakistonia wingellina est une espèce d'araignées mygalomorphes de la famille des Idiopidae.

## Distribution
Cette espèce est endémique du Goldfields-Esperance en Australie-Occidentale. Elle se rencontre vers Wingellina.

## Description
La femelle holotype mesure 17,7 mm.

## Étymologie
Son nom d'espèce lui a été donné en référence au lieu de sa découverte, Wingellina.

## Publication originale
- Harrison, Rix, Harvey & Austin, 2018 : Systematics of the Australian spiny trapdoor spiders of the genus Blakistonia Hogg (Araneae: Idiopidae). Zootaxa, no 4518(1), p. 1-76.